# Buré-la-Ville
Buré-la-Ville is een plaats in het Franse departement Meurthe-et-Moselle in de gemeente Saint-Pancré.